# Битва на Тереку
Битва на Тереку — велика битва, що відбулась 15 квітня 1395 року між військами еміра Тимура та золотоординською армією хана Тохтамиша, завершилась цілковитим розгромом ординців.

## Передумови
Незважаючи на катастрофічну поразку золотоординських військ хана Тохтамиша на річці Кондурчі 1391 року, хан усе ще мав значні сили й ресурси, що зробило можливим новий виступ проти Тимура. Спеціально для цього Тохтамиш навіть налагодив союзницькі відносини з мамлюцьким Єгиптом, над яким також висіла загроза завоювання Тимуром, а також Литвою (1393 року ханські посли були в Кракові на прийомі у Великого князя литовського й польського короля Ягайла).
1394 року війська Тохтамиша напали на Дербент і почали грабувати ширванські землі. Довідавшись про це, Тимур висунув війська назустріч ординцям до Дербента. Пройшовши через Дербентський прохід, військо Тамерлана зустрілося з народом кайтаків, що здавна населяв ті земі. Зважаючи на те, що кайтаки були дієвими союзниками Тохтамиша, Тамерлан віддав наказ про поголовне його винищення. Зім'явши авангард Тохтамиша під командуванням еміра Казанчі, Тимур просувався вперед, і вже у першій половині квітня 1395 року обидві армії стояли одна проти іншої на протилежних берегах Тереку. За наказом Тимура було зведено укріплений табір. Тохтамиш не наважився атакувати війська Тимура. Битва відбулась 15 квітня.

## Перебіг битви
На самому початку битви, коли вона ще тривала на всіх ділянках, лівий фланг армії Тимура зазнав удару значних сил золотоординців. Становище врятував контрудар 27 відбірних кошунів (підрозділів числом 50—1000 осіб) резерву, якими командував сам Тимур. Ординці відступили, а воїни тимурівських кошунів почали переслідувати противника, що почав тікати. Невдовзі ординці зуміли зібрати та зосередити розрізнені сили, завдавши противнику потужного контрудару. Тимурівські воїни, не витримуючи натиску ординців, почали відступ.
З обох сторін до місця бою підтягувались свіжі сили. Воїни тимурівських кошунів, які підходили до місця бою, починали обстрілювати ординців з луків. Тим часом до місця битви підійшли елітні кошуни мірзи Мухаммеда Султана, які стрімкою кінною атакою змусили противника тікати.
У той же час канбул лівого флангу ординської армії відтіснив кошуни правого флангу тимурівського війська під командуванням Хаджі Сейф-ад-Діна, зміг обійти їх з флангу й оточити. Потрапивши в оточення, війська Сейф-ад-Діна не здались і тримали удар. Кінні атаки Дженаншах-багатура, мірзи Рустема (сина Умар-шейха) вирішили результат битви на тій ділянці. Ординці, не витримавши натиску противника, почали тікати. Тимурівські війська, прагнучи закріпити успіх, зім'яли лівий фланг армії Тохтамиша. Здобуваючи перемогу на кожній ділянці бою, Тимур невдовзі ціною значних зусиль зумів домогтися загальної перемоги.
Невдовзі військо Тохтамиша, що було цілком дезорганізовано, почало панічно тікати. Величезні скарби Тохтамиша, залишені ним у своїй ставці, дістались Тимуру. Перегрупувавши військо й щедро нагородивши воєначальників, Тимур вирушив у погоню за Тохтамишем. Не наздогнавши його, Тимур відрядив до Орди із загоном узбеків свого ставленика, сина Урус-хана Койрічака.

## Наслідки
Битва мала катастрофічні наслідки для Золотої Орди. Знищивши основні ординські сили в битві на Тереку, Тамерлан вторгся до західних улусів Золотої Орди, які розграбував і спустошив. Тамерлан, який остерігався за свої володіння, відрядив частину військ назад у Шираз і Самарканд, а сам вирушив на Русь. Розграбувавши Рязанську землю й захопивши Єлець, Тимур повернув назад.